# Szőrtelenítés

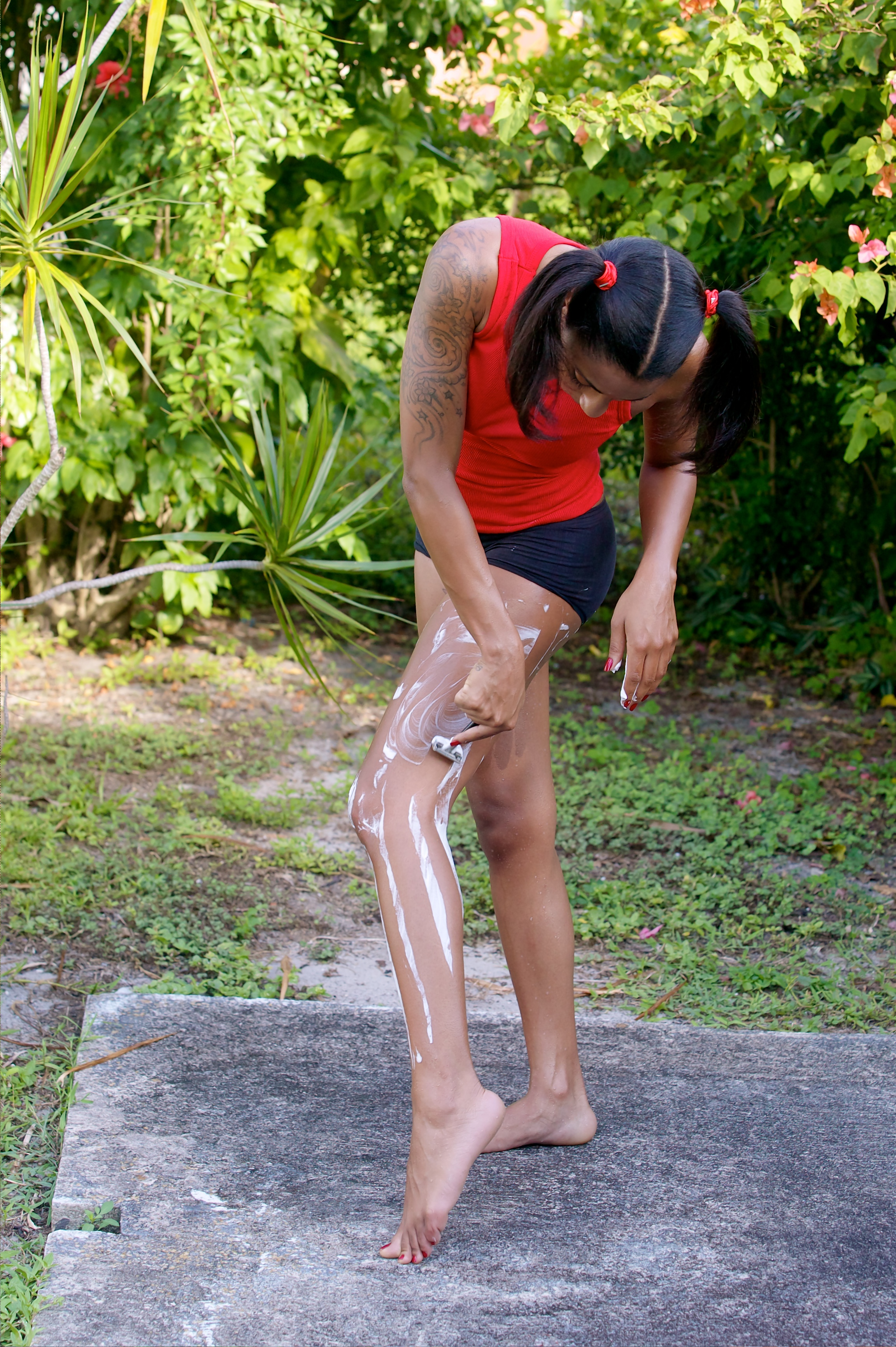
Fiatal nő lábat borotvál

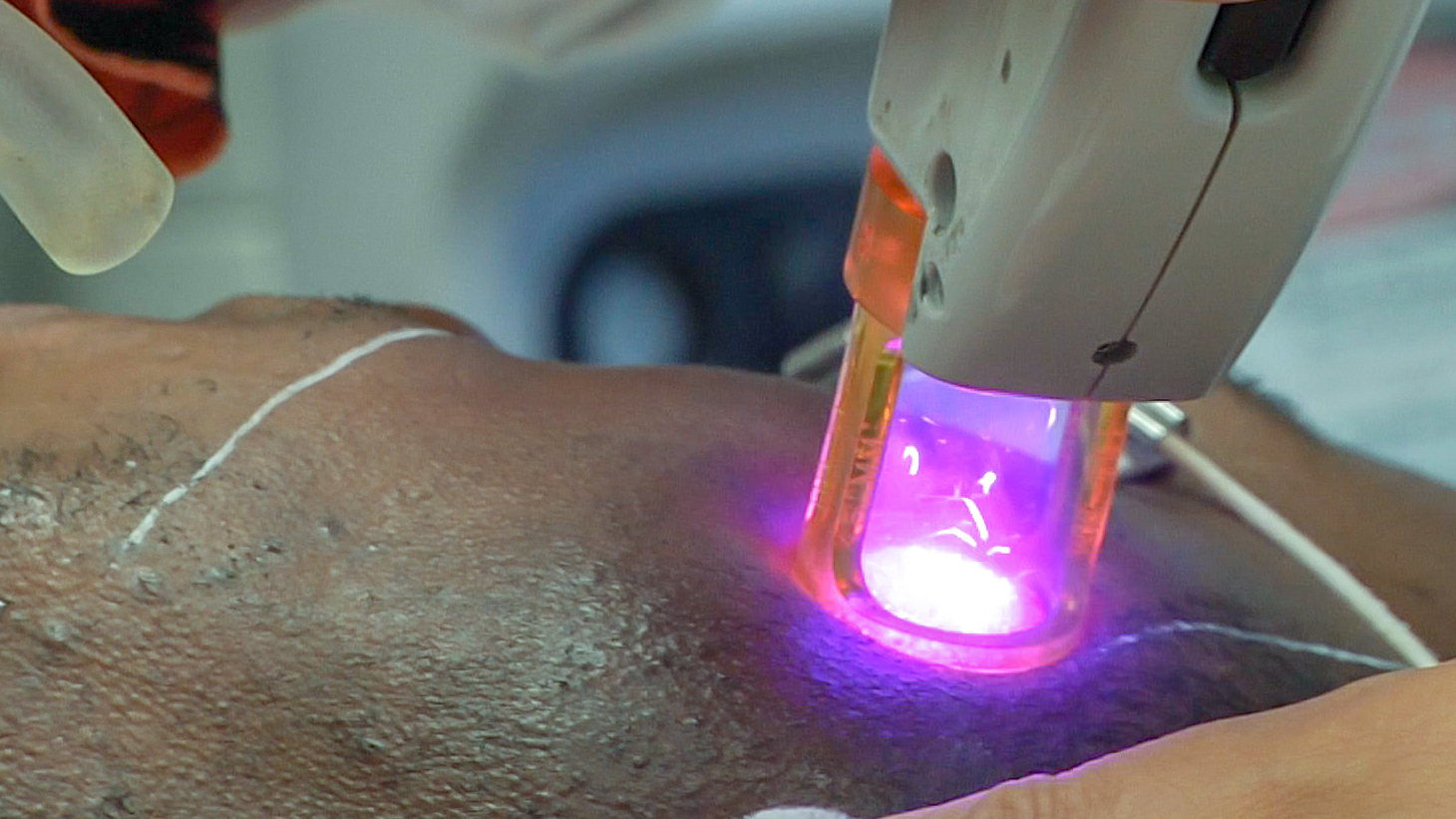
Lézeres szőrtelenítés

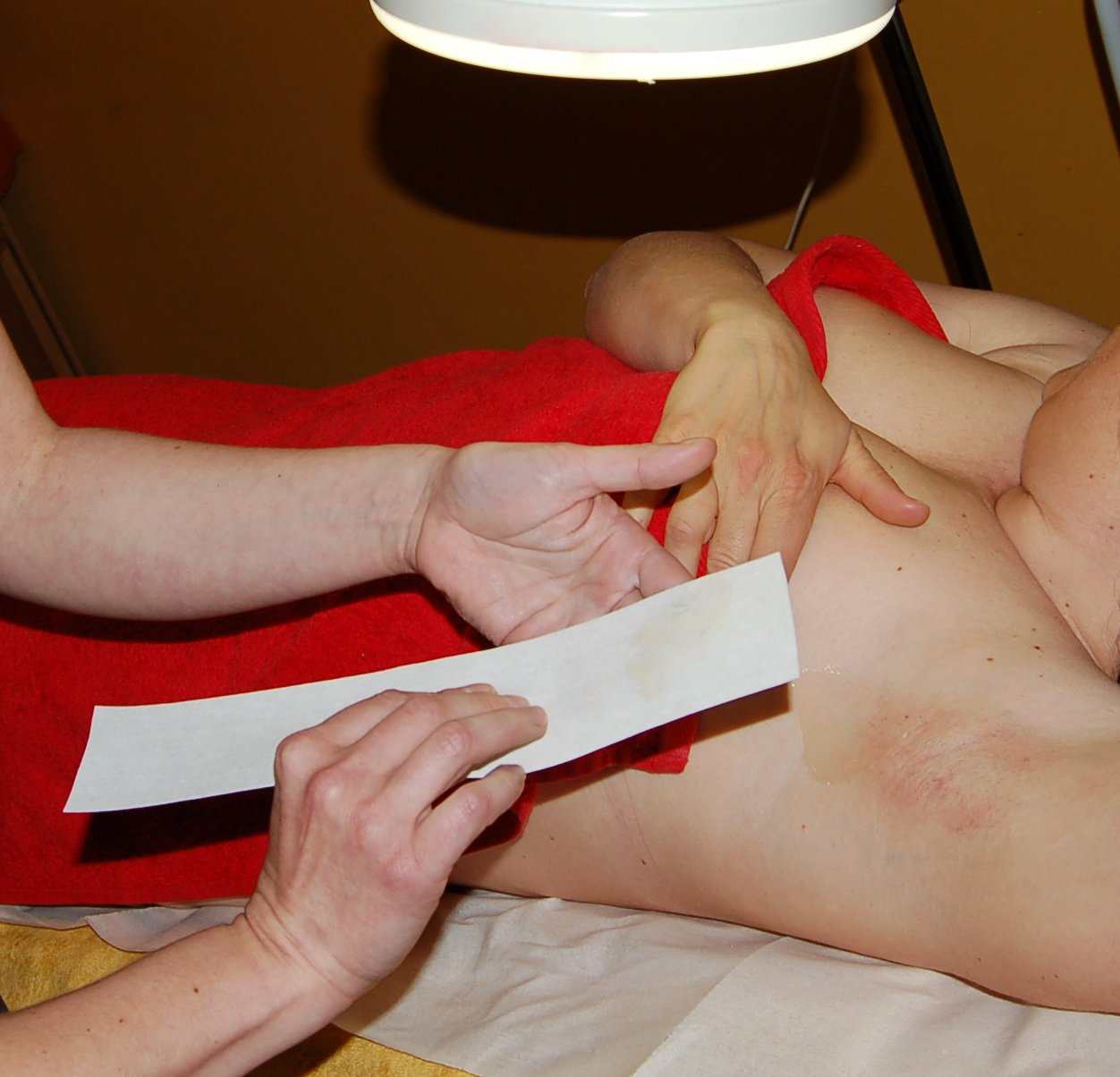
Gyantázás

Lézeres szőrtelenítés szőrtelenítés, más néven epilálás amikor valaki szándékosan megszabadul a testszőrzetétől.

## A szőr növekedése és hossza
Az emberi testet számos helyen szőr borítja. Nőknél és férfiaknál is a szőrzet láthatóvá válhat pubertás után, legfőképp a fejen, szemöldököknél, hónaljnál, ágyéknál, karokon, lábakon. A férfiak esetében gyakran erősebb a szőrzet az arcon, hason, mellkason és a háton. Alapvetően nem nő szőr az ajkakon, tenyereken, talpakon, valamint a nemiszervek bizonyos területein.
A szőrnövekedésnek három fázisa van. Növekedési (anagén), átmeneti (katagén) és nyugalmi (telogén). Minél tovább marad a növekedési fázisban, annál hosszabbra tud megnőni. Például a haj növekedése 6-7 évig is tarthat, míg a hónaljszőrzet körülbelül 4 hónap után lép át a második fázisba, és ekkor megáll a növekedésben.

## A szőrtelenítés okai
A szőrtelenítésnek lehetnek kulturális, esztétikai, higiéniai, szexuális vagy akár vallási okai is.

## Történelem
Már az ókori Egyiptomban is gyantáztatták és borotválták magukat az emberek. Gyantázáshoz méhviaszt, borotválkozáshoz pedig kagylót, valamint habkövet használtak. A Római birodalomban a szőrtelenítés a gazdagság egyik védjegye volt. Az 1500-as években I. Erzsébet bevezette a szemöldök nélküli divatot és a borotvált, magasabb homlokot, mely az elit jellemzője volt. Az első modern női borotvát 1915-ben alkotta meg Gilette, 1940-ben pedig már megjelent az első elektromos női borotva is.

## A szőrtelenítés módjai
Számos módja létezik a szőrtelenítésnek.
- Borotválás
- Epilálás
- Gyantázás
- Végleges szőrtelenítés